# 巴登藩侯馬克西米利安
马克西米利安·安德烈阿斯·腓特烈·古斯塔夫·恩斯特·奥古斯特·伯恩哈德（Maximilian Andreas Friedrich Gustav Ernst August Bernhard，1933年7月3日—2022年12月29日），巴登藩侯（Markgraf von Baden）、哲林根公爵（Herzog von Zähringen），是巴登家族前任首領，以及英國國王查爾斯三世的表兄。

## 生平

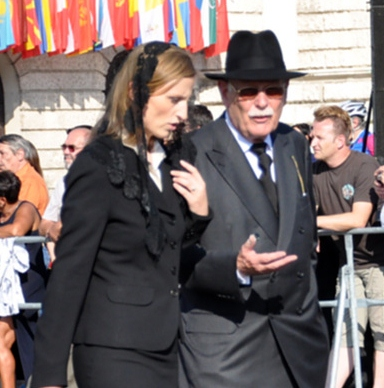
马克西米利安·安德烈阿斯和索菲·约翰娜·玛利亚在奧托·馮·哈布斯堡的葬禮上。

马克西米利安是巴登藩侯，巴登大公家族族长贝托尔德与妻子希臘和丹麥的西奧多拉公主的长子，1932年生于撒冷的撒冷堡。他是英国爱丁堡公爵菲利普亲王的外甥，巴滕贝格的爱丽丝公主的外孙。
马克西米利安1963年继承父亲成为巴登大公家族族长，称巴登藩侯、策林格公爵。
馬克西米利安於2022年12月29日在撒冷城堡去世，享年89歲。他的兒子伯恩哈德親王繼任名義上的巴登藩侯和家族首領。

## 婚姻与子女
马克西米利安于1966年与哈布斯堡-洛林的瓦萊麗·伊莎贝拉（Valerie Isabella Habsburg-Lothringen）女大公结婚，瓦萊麗·伊莎贝拉是托斯卡纳王子胡贝特·萨尔瓦托（Hubert Salvator Rainer Maria Joseph Ignatius，1894-1971）与萨尔姆-萨尔姆的罗丝玛丽（Rosemary Pss zu Salm-Salm）的第七个女儿和第九个孩子，1941年5月23日生于维也纳。胡贝特·萨尔瓦托是托斯卡纳大公利奥波多二世的曾孙。因为瓦勒莉艾·伊莎贝拉是天主教徒，马克西米利安失去了英国王位的第470顺位继承权。马克西米利安与瓦勒莉艾·伊莎贝拉有三子一女：
- 长女玛丽·路易丝·伊丽莎白·玛蒂尔德·泰奥多拉·塞西莉埃·萨拉·夏洛特（Marie Louise Elisabeth Mathilde Theodora Cecilie Sarah Charlotte，1969年7月3日生），1999年与平民理查德·贝克结婚，有一女。
- 长子博恩哈德·马克斯·弗里德里希·奥古斯特·古斯塔夫·路易·克拉夫特（Bernhard Max Friedrich August Gustav Louis Kraft，1970年5月27日生），巴登大公位继承人。
- 次子利奥波德·马克斯·克里斯蒂安·路德维希·克莱门斯·胡贝特（Leopold Max Christian Ludwig Clemens Hubert，1971年10月1日生）
- 三子米夏埃尔·马克斯·安德烈阿斯（Michael Max Andreas，1976年3月11日生）